# Aulacophora melanopus
Aulacophora melanopus is een keversoort uit de familie bladkevers (Chrysomelidae). De wetenschappelijke naam van de soort werd in 1853 gepubliceerd door Charles Émile Blanchard.